# Salto del Guayabo
El Salto del Guayabo es el principal atractivo del Parque Nacional La Mensura‑Pilotos, situado en el municipio de Mayarí, provincia cubana de Holguín. Se considera la cascada más alta de Cuba, con gran relevancia ecológica por albergar un microclima propicio para numerosas especies endémicas de la flora y la fauna.

## Ubicación y contexto geográfico
Se ubica en el poblado Pinares de Mayarí, al sur del municipio de Mayarí, dentro de la Sierra de Nipe, al oeste del macizo montañoso Nipe‑Sagua‑Baracoa. Este macizo oriental se extiende de este a oeste y conforma una rica región ecológica en el noreste de Cuba.
El Parque Nacional La Mensura‑Pilotos abarca 8 486 ha y oficialmente fue declarado como tal en 2008. Sus terrenos oscilan entre los 600 y 995 m de altitud, destacando la loma La Mensura que alcanza los 995 m sobre el nivel del mar.

## Características físicas
El Salto del Guayabo se encuentra a 546 m de altitud sobre el nivel del mar y está compuesto por dos saltos verticales de 85 m y 127 m, que confluyen en la cima para formar una cascada imponente.
El acceso se realiza por un sendero en la ladera este, que conduce primero al mirador donde se observa la caída libre, y luego permite descender hacia la unión de ambas cascadas. El recorrido guiado de ida y vuelta dura aproximadamente 1 h 50 min, incluyendo la visita a las Pozas de Rafael, donde es posible bañarse en piscinas naturales formadas por el río Guayabo.
El clima se caracteriza por ser templado-seco, influenciado por los vientos alisios del noreste, lo que genera un equilibrio entre humedad y frescura ideal para la vegetación local.

## Flora

### Ladera este
En esa vertiente se localizan 33 especies de helechos, destacando Nephrolepis biserrata y Ciathea. También se cuentan 36 especies de orquídeas, así como lianas, y árboles maderables como júcaro negro, roble, majagua, y arbustos emergentes con alturas entre 15 y 20 m.

### Ladera oeste
Predomina el charrascal, un matorral con arbustos de hojas micrófilas, junto a orquídeas terrestres como phallus, Prosthechea cocleata (“Flor de negra”), Prosthechea fragans, la vainilla, y otras especies propias del microhábitat local.
En la Sierra de Nipe, región en que se ubica, se han registrado más de 900 especies de plantas, con un alto porcentaje de endemismo local. El parque forma parte de uno de los sistemas de biodiversidad más ricos de Cuba.

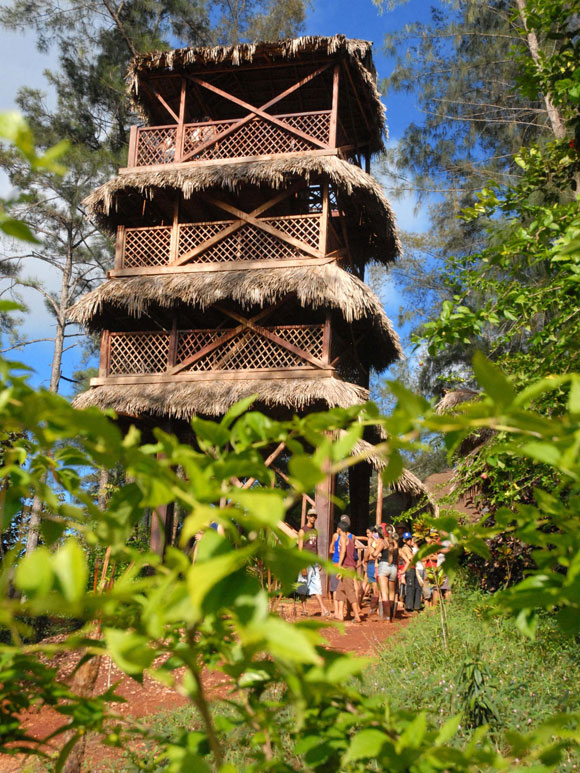
Mirador en el Salto del Guayabo.

## Fauna
El área alberga una rica avifauna, con varias especies endémicas:
- Ruiseñor (Myadestes elisabeth)
- Tocororo (Priotelus tennurus) – ave nacional de Cuba
- Zorzal real o “zorzal de patas rojas” (Turdus plumbeus)
- Carta Cuba o pedorrera (Todus multicolor)
- Pitirre Guatíbere (Tyrannus caudifasciatus)
- Carpintero verde (Xiphidiopicus percussus)
- Gavilán colilargo (Accipiter gundlachi)
- Tomeguín del pinar y otras bijiritas frecuentes en el área.

El parque también es hábitat del gavilán caguarero (Chondrohierax wilsonii), una rapaz endémica cubana considerada posiblemente en peligro y foco de programas de conservation ambiental.

## Conservación
El Parque Nacional La Mensura‑Pilotos fue creado en 2008 bajo la administración del Ministerio de Ciencia, Tecnología y Medio Ambiente (CITMA), mediante el Centro de Investigaciones y Servicios Ambientales y Tecnológicos de Holguín (CISAT) y la Empresa Nacional para la Protección de Flora y Fauna (ENPFF).
Su objetivo principal es preservar hábitats naturales ricos en especies endémicas, proteger los recursos hídricos y promover el ecoturismo sostenible. Su biodiversidad incluye más de 600 especies de plantas (262 endémicas), 112 especies de aves, y 67 especies de moluscos terrestres en la sierra, de las cuales el 90 % son endémicas.

## Turismo

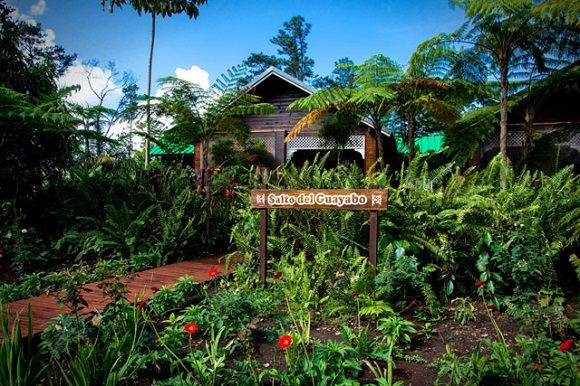
Entrada al sendero.

La excursión al Salto del Guayabo es ofrecida por diversas agencias especializadas. La ruta incluye traslado desde polos turísticos cercanos, como Playa Guardalavaca, visita al mirador, degustación de café criollo, senderismo, baños en las Pozas de Rafael, y almuerzo tradicional cubano con vistas panorámicas. La duración total suele ser de 6 a 8 horas, incluyendo el viaje y la caminata de 1 h 50 min hacia y desde el salto.
Los senderos están bien señalizados y existen miradores oficiales gestionados por la Empresa Nacional para la Protección de la Flora y la Fauna. Se recomienda llevar calzado adecuado para terreno resbaladizo y respetar las normas del parque, en especial no perturbar la flora y fauna, ni arrojar residuos.

### Actividades relacionadas
- Observación de aves: gracias a su diversidad, el parque es un destino privilegiado para la ornitología, especialmente por especies endémicas como el zunzuncito, el gavilán colilargo y otras bijiritas.
- Senderismo: se ofrecen rutas de baja a media dificultad en bosques montanos y mesófilos húmedos, incluyendo recorridos educativos sobre plantas y ecosistemas.
- Cueva y espeleología: existen formaciones kársticas y cavernas que aún no son ampliamente exploradas, pero representan un potencial ecoturístico futuro.

## Galería de imágenes

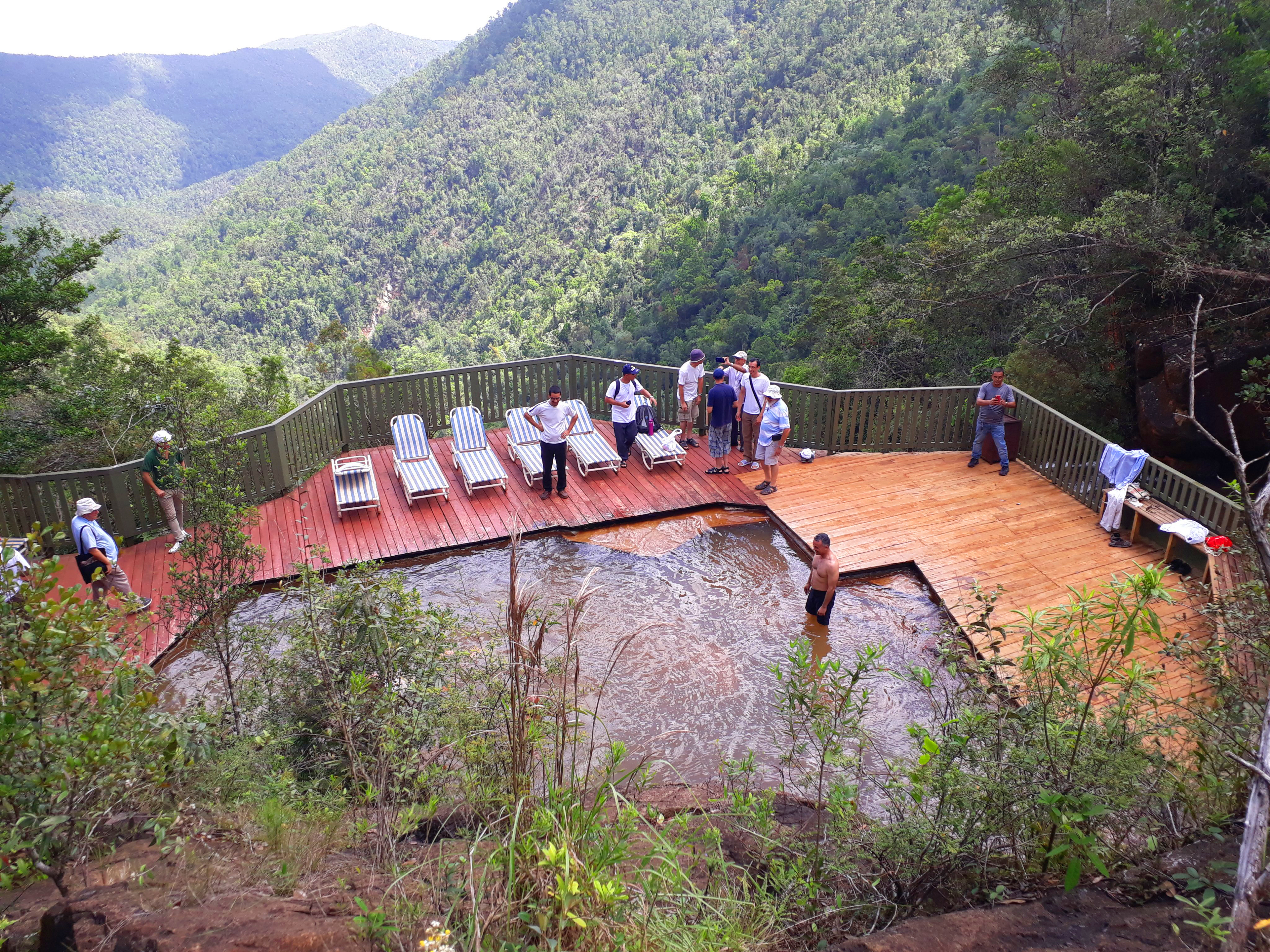
Piscina natural en la caída del salto.
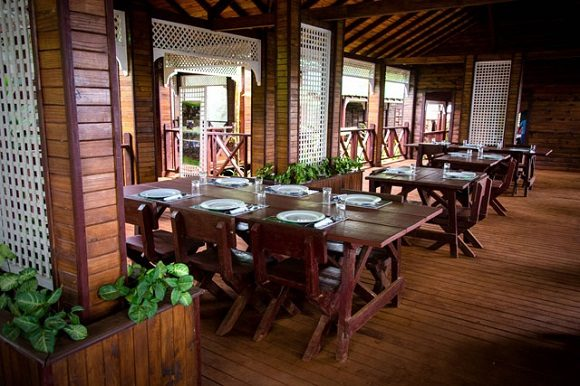
Restaurante a la entrada del sendero.
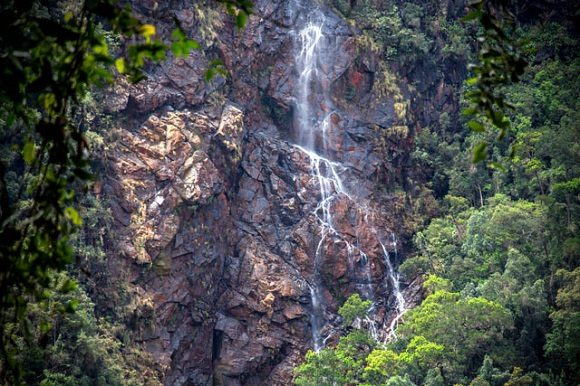
Caída del agua en el salto.